# 航洋丸
航洋丸は、日本サルヴェージが保有する海難救助船（航洋曳船）。

## 概要
1967年竣工の初代航洋丸の代船として三菱重工業下関造船所で建造され、1998年に就航した。日本国内で最大級の曳航能力を持つ曳船で、海難救助船として日本国内の海難事案に出動している。同社の門司支社のある門司港を定係港としている。

### 救援を行った海難事故
- 1997年1月 - ナホトカ号重油流出事故の「ナホトカ」船首部を曳航しようとしたが、荒天により断念、船首部はその後、三国町に漂着[2]
- 2002年12月 - 日立港で荒天により走錨、座礁した北朝鮮船籍の貨物船「CHIL SONG」を救援、浸水の増大により曳航失敗[2]
- 2004年10月 - 伏木富山港で平成16年台風第23号による荒天で走錨、防波堤に座礁した海王丸 (2代)を救援
- 2005年12月 - サハリンより韓国の麗水へ向けて他社が曳航中のタンカーが北海道西岸沖で荒天により曳航索切断、本船により救援[2]
- 2005年12月 - 石廊崎沖で機関故障を起こし、強風により座礁の危機にあった自動車運搬船「ANNA」を救援[2]
- 2006年4月 - 機関室火災により総員退船となった商船三井運航のコンテナ船「MOL INITIATIVE」を救援、函館湾へ曳航、消火活動を実施[2]
- 2010年3月 - 石狩湾で強風により砂浜に乗り揚げたベトナム船籍の貨物船「DONG PHONG」を救援、離礁作業の後、石狩湾新港へ曳航
- 2011年4月 - 小名浜港で東日本大震災に遭遇し損傷した日本郵船のばら積み貨物船「CORAL RING」を救援
- 2015年8月 - 苫小牧沖で火災が発生し総員退船となった商船三井フェリー運航のフェリーさんふらわあ だいせつを救援、函館湾へ曳航、消火活動を実施
- 2016年12月 - 台灣深澳港で砂浜に乗り揚げた台湾中油所属の石油タンカー「康運輪」を救援[3]
- 2023年1月 - 新潟県柏崎市椎谷鼻の北西約1.1kmの海上にて座礁した海上保安庁所属の巡視船えちごを救援[4]

## 船体
長船首楼型で後部は乾舷の低い作業甲板となっている。船体中央に4層の上部構造物が配置されており、その前後にはクレーンが設置されている。故障船の曳航、消火活動、油流出事故への対応など様々な状況の海難事故に対応する設備、資材を備えている。

### 救助設備
- 曳航装置

ウインチ - 45トン × 20m毎分 × 2基
ワイヤー - 68mm × 2,000m×2本
制動能力 - 200トン
- 消火設備

消火ポンプ - 1,920m3/毎時 × 150m
油圧式消火銃（水） - 20,000L毎分 × 10kgs f/cm2
電動式消火銃（水・泡） - 10,000L毎分 × 9kgs f/cm2
電動式消火銃（粉） - 30kgs毎秒
- 油流出対応設備

油中和剤散布銃 - 500L毎分
回収油収容タンク - 215.1m3

### 救助資材
- 排水ポンプ × 15台
- 消火用ポンプ × 1台
- ダイアフラムポンプ × 1台
- 発電機（220V/440V × 125kVA）
- 水中溶切断機×2機
- 救助錨 - AC14型4.2トン × 4丁
- 救助鎖 - 48mm-63mm × 各10節（275m）
- 滑車装置 × 15台
- 潜水装置 × 5台
- 作業艇 × 1隻
- オイルフェンス × 200m
- ワイヤーロープ - 24mm-56mm × 各200m